# Sabinerindernes rov
Sabinerindernes rov, undertiden også omtalt som Bortførelsen af de Sabinske Kvinder eller Voldtægten af de Sabinske Kvinder (latin: Sabinae raptae; klassisk latin: [saˈbiː.nae̯ ˈrap.t̪ae̯]) var en legendarisk episode i den tidlige romerske historie, hvor mænd fra Rom foretog en massebortførelse af unge kvinder fra andre byer i området (sabinere). Historien er fortalt af bl.a. de to historikere og forfattere fra antikken Livius (59 f.Kr. – 17 e.Kr.) og Plutarch (45 – 120 e.Kr.).
Historien er blevet gengivet i flere kunstværker og malerier, især fra renæssancen og post-renæssancen. Episoden var et godt eksempel på romerenes udholdenhed og med muligheden for at gengive flere figurer og halvpåklædte kvinder i kamp.
Den konventionelle oversætning af det latinske ord "raptio" – som anvendes i de antikke beretninger om episoden – er normalvis det engelske ord "rape", der kan oversættes til "voldtægt" på dansk. Det latinske ord kan dog oversættes med "bortførelse" eller "kidnapning", men når det bruges med kvinder som genstand, er seksuelle overgreb normalvis underforstået.

## Historien

### Bortførelse af de sabinske kvinder
I henhold til den romerske historiker Livius skete bortførelsen af de sabinske kvinder i den tidlige romerske historie – kort efter dets grundlæggelse i midten af det 8. århundrede f.Kr. Romulus og hans, overvejende mandlige, tilhængere var bagmændene bag episoden og kidnapningen.
Det siges, at efter byens grundlæggelse bestod befolkningen udelukkende af latinere og andre italienske folk – særligt mandlige banditter. Mens Rom voksende med en støt hastighed, sammenlignet med dens naboer, blev Romulus bekymret for at opretholde byens styrke. Hans primære bekymring gik på, at der var for få kvindelige indbyggere til at opretholde byens befolkning, uden hvilken Rom måske ville forfalde. På råd fra Senatet begav romerne sig derefter ud i de omkringliggende områder for at finde koner at stifte familier med. Romerne forhandlede uden succes med alle de folk, de henvendte sig til, herunder sabinerne, der befolkede de nærliggende områder.
Sabinerne frygtede fremkomsten af et rivaliserende samfund og nægtede at lade deres kvinder gifte sig med romerne. Som følge heraf udviklede romerne en plan, der skulle bortføre sabinerkvinderne under Neptun Equester-festivalen. De planlagde og annoncerede derfor en festival med lege for at tiltrække folk fra alle de nærliggende byer. I henhold til Livius deltog mange mennesker fra Roms nærliggende byer – herunder Caeninenses, Crustumini og Antemnates – i festivalen sammen med sabinerne, som alle var ivrige efter at se den nyetablerede by med egne øjne.
På festivalen gav Romulus et signal ved at "rejse sig, folde sin kappe og derefter kaste den om sig igen," hvorefter romerne greb fat i de sabinske kvinder samtidig med, at de bekæmpede de sabinske mænd. Livius angiver ikke, hvor mange kvinder der blev bortført af romerne på festivalen, men han bemærker, at det utvivlsomt var mange flere end tredive. Alle de kvinder, der blev bortført på festivalen, siges at have været jomfruer undtagen en gift kvinde, Hersilia, der blev Romulus' kone og senere skulle være den, der intervenere og stoppe den efterfølgende krig mellem romerne og sabinerne. De bortførte og oprørte kvinder blev efterfølgende opfordret, af Romulus, til at acceptere de romerske mænd, som deres nye ægtemænd.

### Krig med sabinerne og andre stammer
Kongen af Caeninenses var rasende over hvad der var sket og valgte derfor at sende sin hær ind på romersk territorium. Romulus og romerne mødte Caeninenses i kamp og dræbte deres konge og sendte deres hær på flugt. Romulus angreb senere Caenina (Caeninenses’ by) og erobrede denne. Da Romulus vendte tilbage til Rom, indviede han et tempel for Jupiter Feretrius (i henhold til Livius var dette det første tempel indviet i Rom) og ofrede bytte fra fjendens konge som spolia opima. I henhold til Fasti Triumphales fejrede Romulus en triumf over sejren over Caeninenses den 1. marts 752 f.Kr.
Samtidig med dette invaderede Antemnates hær det romersk territorium. Romerne slog tilbage, og Antemnates blev besejret i kamp, hvorefter også deres by blev erobret. I henhold til Fasti Triumphales fejrede Romulus en anden triumf i 752 f.Kr., som et resultat af sejren over Antemnates.
Herefter indledte også Crustumini en krig. De blev ligeledes besejret, ligesom deres by også blev erobret.
Romerske kolonister (coloniae) blev efterfølgende sendt til Antemnae og Crustumerium af Romulus, og mange borgere fra disse byer migrerede til Rom (særligt familierne til de tilfangetaget kvinder).
Endeligt erklærede sabinerne – anført i kamp af deres konge, Titus Tatius – selv krig. Tatius lykkedes næsten med at erobre Rom, takket være forræderiet fra Tarpeia – datter af Spurius Tarpeius, romersk guvernør for citadellet på Kapitol-højen. Hun åbnede byens porte for sabinerne i bytte for "hvad de bar på deres arme", idet hun troede, at hun ville modtage deres gyldne armbånd. I stedet knuste sabinerne hende til døden med deres skjolde, og hendes krop blev begravet på, eller kastet fra, en klippe, der siden blev kendt ved hendes navn – den Tarpeiske Klippe.
Romerne angreb sabinerne, der nu holdte citadellet, i hvad der senere blev kendt som Slaget ved Lacus Curtius. Den romerske fremrykning blev ledet af Hostus Hostilius, mens sabinernes forsvar var ledet af Mettus Curtius. Hostus faldt i kamp, og den romerske frontlinje gav efter. Romerne trak sig derefter tilbage til porten på Palatium. Romulus samlede sine mænd og lovede at bygge et tempel til den romerske gud Jove på stedet. Han førte dem derefter tilbage i kamp. Mettus Curtius blev kastet af hesten og flygtede til fods, og romerne syntes at være ved at vinde.
På dette tidspunkt i historien greb de sabinske kvinder ind:
 [De], fra hvem den forargelse, som krigen opstod på baggrund af, med pjusket hår og klæderne flængede, kvindernes frygt blev overvundet af de frygtelige scener, havde modet til at kaste sig ud mellem de flyvende våben og skynde sig over, for at skille de oprørte hære og dæmpe deres vrede; de tryglede deres fædre på den ene side, deres ægtemænd på den anden, "at de som svigerfædre og svigersønner ikke ville besudle hinanden med ugudeligt blod og heller ikke plette deres afkom med fadermord, den ene deres børnebørn, de andre deres børn. Hvis I er utilfredse med slægtskabet mellem jer, hvis I er utilfredse med vores ægteskaber, så vend jeres vrede imod os; vi er årsagen til krigen, vi er årsagen til sår og blodsudgydelse for vores ægtemænd og forældre. Det ville være bedre, hvis vi omkom, end at leve som enke eller faderløse uden en af jer."

Slaget sluttede, og sabinerne blev enige om at forene sig i én nation med romerne. Titus Tatius regerede sammen med Romulus indtil Tatius' død fem år senere.
De nye sabinske indbyggere i Rom slog sig ned på Kapitol-højen, som de havde erobret i forbindelse med slaget.

## Kunstneriske fremstillinger
Mange kunstnere har forsøgt at afbillede legenden, hvor de typisk forsøger at afbillede en kombination af antikkens romeres mod og hårdførhed og samtidig kunne skildre flere figurer – typisk halvnøgne – i intense og lidenskabelige kampe.
Emnet var særligt populært under renæssancen, hvor det var et symbol på ægteskabets betydning for familiers og kulturers kontinuitet. Det var også en mulighed for kunstneren at vise deres kunnen og evne til at skildre kvindelige såvel som mandlige figurer i ekstreme stillinger – med den ekstra fordel, at et seksuelt tema også kunne indgå. Det blev regelmæssigt afbildet på 1500-tallets italienske cassoni og senere i større malerier.

Nedenfor er gengivet forskellige eksempler på kunstværker, der skildre legenden:
- The Abduction of the Sabine Women (1634–35) af Nicolas Poussin
- The Rape of the Sabine Women (1635–40) af Peter Paul Rubens
- Rape of the Sabine Women (1627–1629) af Pietro da Cortona
- The Rape of the Sabine Women (ca. 1640) af Johann Heinrich Schönfeld
- The Rape of the Sabines (midten af det 17. århundrede) af Jacques Stella
- The Intervention of the Sabine Women (1799) af Jacques-Louis David.
- John Leechs satiriske version af sabinerindernes rov (1850'erne)
- The Invasion (1871) af Charles Christian Nahl

## Trivia
- I MGM-musicalen fra 1954, Seven Brides for Seven Brothers, opmuntrer hovedpersonen Adam sine seks yngre brødre til at kidnappe de kvinder, de elsker, med henvisning til historien om sabinerinderne. All syv brødre bryder ud i sangen "Sobbin' Women" (Grædende kvinder) – deres udgave af "Sabine Women" – mens de forbereder sig på at kidnappe deres kommende hustruer.

### Ancient sources
- Livius, Ab urbe condita, Book 1, 9–13  (Latin), Book 1 9–13 (English)

### Modern sources
- Michael Crawford, Roman Republican Coinage, Cambridge University Press, 1974–2001.
- Walter Friedlaender, Nicolas Poussin: A New Approach (New York: Abrams), 1964.
- Mallory, J. P (2005). In Search of the Indo-Europeans. Thames & Hudson. ISBN 0-500-27616-1
- John Wyndham Pope-Hennessy, Italian High Renaissance & Baroque Sculpture, London: Phaidon, 1996.

- Wikimedia Commons har flere filer relateret til Sabinerindernes rov

| Mytologi | Spire Denne artikel om mytologi er en spire som bør udbygges. Du er velkommen til at hjælpe Wikipedia ved at udvide den. |